# Sinquefield Cup
El Sinquefield Cup (en català, Copa Sinquefield) és un torneig d'escacs que es juga a St. Louis, Missouri, Estats Units, honorant Rex Sinquefield i la seva dona Jeanne, els fundadors de Chess Club and Scholastic Center of Saint Louis. La primera edició es feu el 2013 amb la participació de quatre Gran Mestres entre els millors del món: Magnus Carlsen, Levon Aronian, Hikaru Nakamura i Gata Kamsky. Des del 2015 forma part del Grand Chess Tour juntament amb el London Chess Classic i el Torneig d'escacs de Noruega.

## Quadre d'honor
| # | Any  | Categoria (Mitjana Elo) | Jugadors | Campió                                       | Subcampió       | Tercer            |
| - | ---- | ----------------------- | -------- | -------------------------------------------- | --------------- | ----------------- |
| 1 | 2013 | XXI (2.797)             | 4        | Magnus Carlsen                               | Hikaru Nakamura | Levon Aronian     |
| 2 | 2014 | XXII (2.801)            | 6        | Fabiano Caruana                              | Magnus Carlsen  | Vesselín Topàlov  |
| 3 | 2015 | XXII (2.795)            | 10       | Levon Aronian                                | Magnus Carlsen  | Hikaru Nakamura   |
| 4 | 2016 | XXII (2.779)            | 10       | Wesley So                                    | Levon Aronian   | Vesselín Topàlov  |
| 5 | 2017 | XXII (2.788)            | 10       | Maxime Vachier-Lagrave                       | Magnus Carlsen  | Viswanathan Anand |
| 6 | 2018 | XXII (2.788)            | 10       | Magnus Carlsen Fabiano Caruana Levon Aronian |                 |                   |
| 7 | 2019 | XXII (2.783)            | 10       | Ding Liren                                   | Magnus Carlsen  | Viswanathan Anand |